# 重庆市人民代表大会
重庆市人民代表大会，简称重庆市人大，是中华人民共和国重庆市的地方国家权力机关。其常设机构为重庆市人民代表大会常务委员会。